# Tang ran ke
Tang ran ke – hongkoński dramatyczny film akcji z elementami sztuk walki z 1972 roku w reżyserii Shan Kwan.
Film zarobił 838 708 dolarów hongkońskich w Hongkongu.

## Obsada
Źródło: Filmweb

- Alan Tang
- Sing Chen
- Raymond Lui
- Ni Tien
- Shan Kwan
- Xiangting Ge
- Sung-hao Hsu
- Chi Lo
- Mars – Chin
- Wilson Tong
- Chi Ming Wong
- Corey Yuen
- Hsiang Ting Ko
- Meng-bang Li
- Hsin-feng Han
- Jackie Chan – bandyta – przesuwający się po podłodze (niewymieniony w czołówce)